# Râul Carla
Râul Carla este un curs de apă, afluent al râului Valea Aurului. 

## Hărți
- Harta județului Bistrița